# Breviculum ex artibus Raimundi Lulli
El Breviculum ex artibus Raimundi Lulli electum, o també Electorium Parvum seu Breviculum, és un manuscrit i una de les fonts més importants sobre el filòsof català Ramon Llull. Conté la més breu de les tres recopilacions d'idees bàsiques de Llull.

## Història i procedència
El breviculum va ser creat sota l'egida del deixeble de Llull Thomas le Myésier (m. 1336). És conegut sobretot per les seves dotze miniatures de pàgina sencera que representen escenes de la vida de Ramon Llull. Com que el manuscrit devia ser creat poc després de la mort de Llull (1316) sota la supervisió directa del seu deixeble al nord de França, es pot suposar que les representacions almenys s'aproximen al seu aspecte real. Això és cosa que fa que les imatges siguin tan valuoses, perquè els retrats reals de persones de l'edat mitjana són rars. Per la seva decoració artística, però, té un protagonisme especial de totes maneres: «Entre el gran nombre de manuscrits que transmeten l'extensa obra del filòsof, teòleg i poeta català Ramon Lull (Raimundus Lullus), el Còdex de Karlsruhe n'és la peça eixida.
Thomas le Myésier va fer tres recopilacions de l'obra principal de Llull: l' Electorium magnum (avui a París, Bibliothèque national, Ms. lat. 15450), l' Electorium medium (avui perdut) i l' Electorium parvum (avui a Karlsruhe, Badische Landesbibliothek, Cod. Sant Pere perg. 92). Tot i que probablement es va quedar ell mateix els dos primers, va dedicar el breviculum a la reina francesa Joana de Borgonya-Artois i li va obsequiar. Aleshores, el manuscrit va viure una història plena d'esdeveniments. Inicialment encara a París, va estar a París a principis del segle XVI. Segle a Poitiers, a l'oest de França, propietat d'un chanoine a la catedral de Sant Pere. El va llegar al seu llegat als seus dos nebots el 1582; què li va passar després d'això és incert. El 1736 Ulrich Bürgi, abat del monestir benedictí de Sant Pere auf dem Schwarzwald, els va comprar al jurista de Friburg Joseph Anton Weigel. Quan el monestir es va secularitzar el 1806/07, el manuscrit i molts altres tresors de la biblioteca del monestir van ser portats a la biblioteca de la cort del Gran Duc de Baden a Karlsruhe. Aquests manuscrits es conserven ara a la Biblioteca Estatal de Baden com a successor directe de la biblioteca de la cort.